# Злиття нейтронних зір

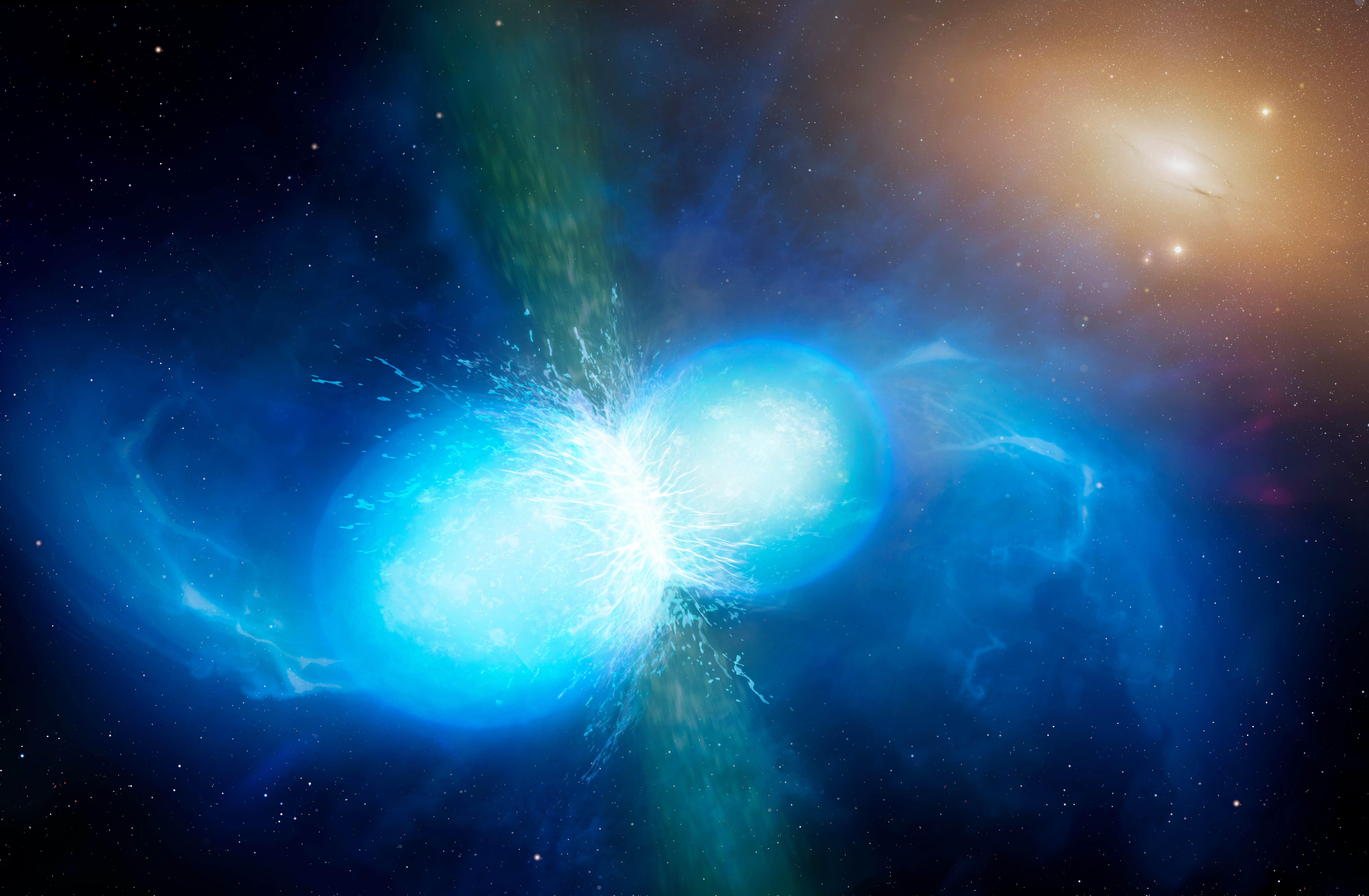
Враження художника про злиття нейтронних зір, утворення гравітаційних хвиль і утворення кілонової

Злиття нейтронних зір є різновидом зіткнення зір.
Коли дві нейтронні зорі обертаються на близьких орбітах, вони поступово закручуються всередину через гравітаційне випромінювання. Коли дві нейтронні зорі зустрічаються, їх злиття призводить до утворення або більш масивної нейтронної зорі, або чорної діри (залежно від того, чи маса залишку перевищує межу Толмена — Опенгеймера — Волкова). Злиття також може утворити магнітне поле, яке в трильйони разів сильніше, ніж у Землі, за одну-дві мілісекунди. Вважається, що ці події створюють короткі спалахи гамма-випромінювання.
Вважається, що злиття подвійних нейтронних зір є причиною виникнення більшості елементів з високою атомною масою — елементів r-процесу.
Вважається, що злиття також призводять до утворення кілонових, які є перехідними джерелами досить ізотропного довгохвильового електромагнітного випромінювання внаслідок радіоактивного розпаду важких ядер r-процесу, які утворюються і викидаються під час процесу злиття.

## Спостережувані злиття
17 серпня 2017 року під час сумісної роботи обсерваторій LIGO та Virgo було виявено імпульс гравітаційних хвиль під назвою GW170817, пов'язаний зі злиттям двох нейтронних зір у NGC 4993, еліптичній галактиці в сузір'ї Гідри. GW170817 також виявився пов'язаним з коротким (≈2 секунди) гамма-спалахом GRB 170817A, уперше виявленим через 1,7 секунди після сигналу про злиття GW, і подією у видимому світлі, яку вперше спостерігали через 11 годин після цього, SSS17a.
Зв'язок GW170817 з GRB 170817A як у просторі, так і в часі є переконливим доказом того, що злиття нейтронних зір справді спричиняє короткі гамма-сплески. Подальше виявлення події Swope Supernova Survey 2017a (SSS17a) в області, у якій, як відомо, відбулися GW170817 і GRB 170817A, і те, що вона має очікувані характеристики кілонової, є переконливим доказом того, що злиття нейтронних зір справді призводить до утворення кілононих.
У жовтні 2018 року астрономи повідомили, що GRB 150101B, гамма-спалах, виявлений у 2015 році, може бути безпосередньо пов'язаний з історичною подією GW170817, гравітаційною хвилею, виявленою у 2017 році та пов'язаною зі злиттям двох нейтронних зір. Подібність між цими двома подіями, з точки зору гамма-, оптичного та рентгенівського випромінювання, а також природи пов'язаних з ними галактик, є «вражаючою», що дає змогу припустити, що ці дві окремі події можуть бути результатом злиття нейтронних зір, і обидві можуть бути кілоновими, які можуть бути більш поширеними у Всесвіті, ніж вважалося раніше, на думку дослідників.
Також у жовтні 2018 року вчені представили новий спосіб використання інформації з гравітаційних хвильових подій (особливо тих, що пов'язані зі злиттям нейтронних зір, як GW170817) для визначення постійної Габбла, яка має важливе значення для встановлення швидкості розширення Всесвіту. Два попередні методи знаходження постійної Габбла, один із яких базується на червоних зміщеннях, а інший — на сходах космічних відстаней, дають різні значення, які можна узгодити за допомогою іншої стандартної свічки.
У квітні 2019 року обсерваторії гравітаційних хвиль LIGO та Virgo оголосили про виявлення події-кандидата, тобто, з ймовірністю 99,94 %, злиття двох нейтронних зір. Попри тривалі подальші спостереження, не вдалося виявити електромагнітного відповідника.
У лютому 2018 Zwicky Transient Facility почав відстежувати нейтронні зоряні події за допомогою спостереження гравітаційних хвиль, про що свідчать «систематичні зразки подій приливних зривів»

### XT2 (магнетар)
У 2019 році аналіз даних рентгенівської обсерваторії Чандра виявив ще одне злиття подвійної нейтронної зорі на відстані 6,6 мільярда світлових років — рентгенівський сигнал під назвою XT2. У результаті злиття утворився магнетар, випромінювання якого можна було виявити протягом кількох годин.

## Виноска
1. 1 2  From 1989-1999, when a mechanism for the r-process was proposed, and then observed in 2017, in a multi-messenger event seen by multiple observatories, the event was accepted by the scientific community as a likely kilonova.[15]